# Fondation Serge-Dassault
L'association des amis de la fondation Serge-Dassault est une association française créée en 1993 par l'industriel et homme politique Serge Dassault. Elle a pour vocation initiale d’offrir un accueil et une assistance adaptés aux personnes adultes en situation de handicap. 

## Fondation
La fondation a été reconnue d'utilité publique par un décret du 16 février 1993. 
Elle compte trois établissements : deux à Corbeil-Essonnes, un à Mennecy.
En février 2016, octobre 2016 et juin 2017, à l'initiative des syndicats CGT, CFDT et Sud Solidaires, des salariés de la fondation Serge-Dassault font grève, dénonçant « tant les conditions de travail des employés que celles des résidents en situation de handicap », ainsi que l'attitude de la direction, du maire de Corbeil-Essonnes Jean-Pierre Bechter et de l'ancien maire Serge Dassault,,.
Jean-Pierre Bechter, ancien directeur de la fondation, est condamné en 2019 à verser des dommages et intérêts aux syndicats qui avaient déposé plainte pour délit d’entrave au fonctionnement du comité d’entreprise. Ancien maire de Corbeil-Essonnes, « bras droit de Serge Dassault », il est également condamné en 2020 à deux ans de prison pour achat de votes et financement illégal de campagne électorale,,.